# Valuable sheaves
『valuable sheaves』（バルエーブル・シェーブス）は、バルシェのカバーアルバム。2010年3月24日にdmARTSから発売された。

## 概要
記念すべきデビュー作だが、dmARTS在籍唯一の作品。現時点では最大のヒット・アルバムである。

## 音楽性
5曲目「THUNDERBIRD」は、T.M.Revolutionの9thシングルのカバー。
CDジャーナルは「中性的でパワフルなヴォーカルは訴求力あり。楽曲のクオリティも高い。白皙(hakuseki)の描いた美麗なイラストも含め、その完成された世界に圧倒される」と評した。

## 収録曲
1. 右肩の蝶
作詞：水野悠良　作曲・編曲：のりぴー
2. 「crash!」
作詞：バルシェ・minato　作曲：minato　編曲：minato・neko
3. Symmetric terget
作詞：timefiles　作曲・編曲：amyu
4. 二息歩行
作詞・作曲・編曲：DECO*27
5. THUNDERBIRD
作詞：井上秋緒　作曲：浅倉大介
6. ぼくらの16bit戦争
作詞・作曲・編曲：sasakure.UK
7. soundless voice
作詞・作曲・編曲：ひとしずくP
8. トウキョウト・ロック・シティ
作曲：はいのことん　編曲：えこまる
9. ありがとう、君へ
作詞・作曲・編曲：minato